# Hydnum ambustum
Hydnum ambustum är en svampart som beskrevs av Cooke & Massee 1887. Hydnum ambustum ingår i släktet mat-taggsvampar och familjen Hydnaceae.   Inga underarter finns listade i Catalogue of Life.